# Sint-Willibrorduskerk (Overbroek)

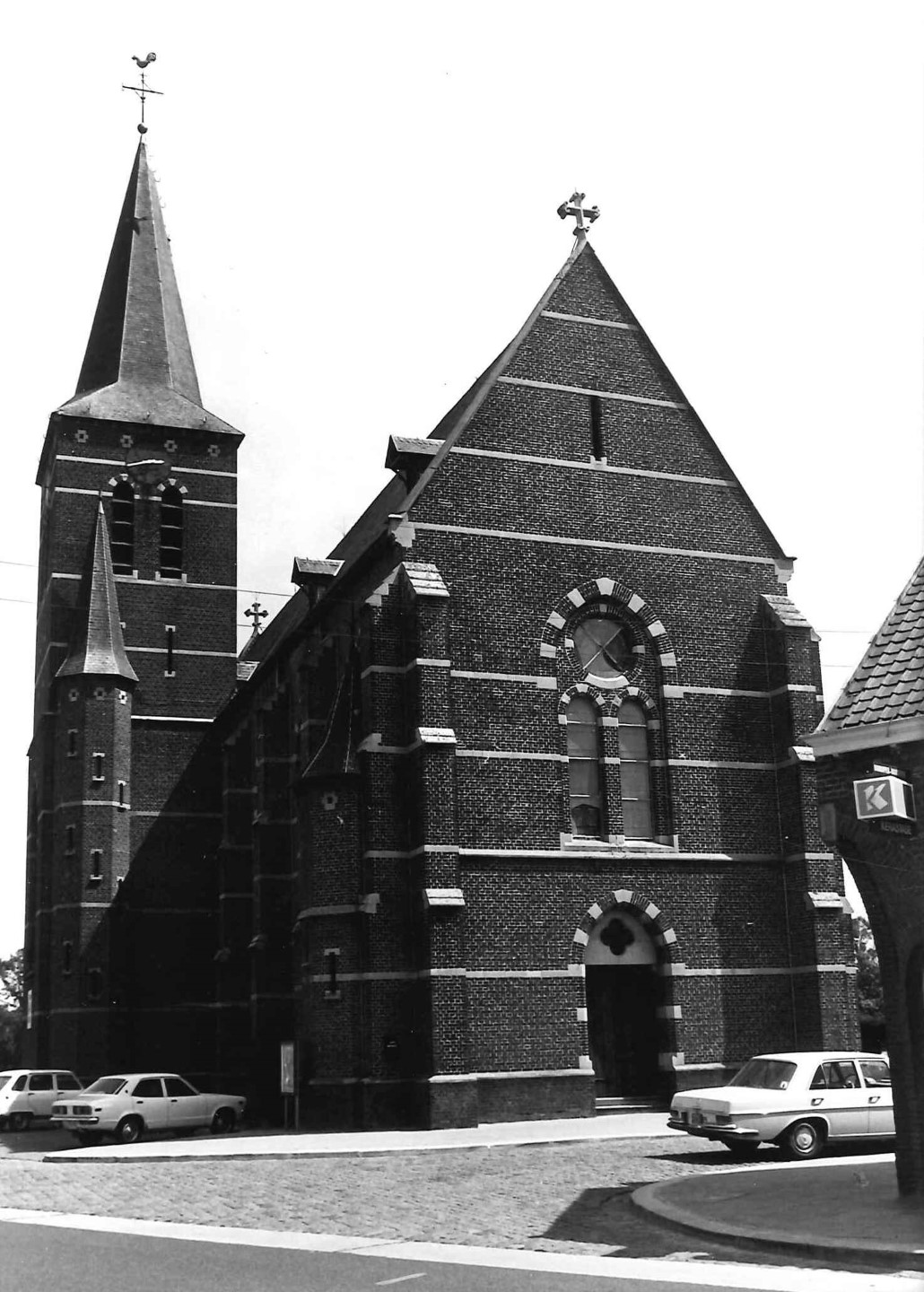
Sint-Willibrorduskerk

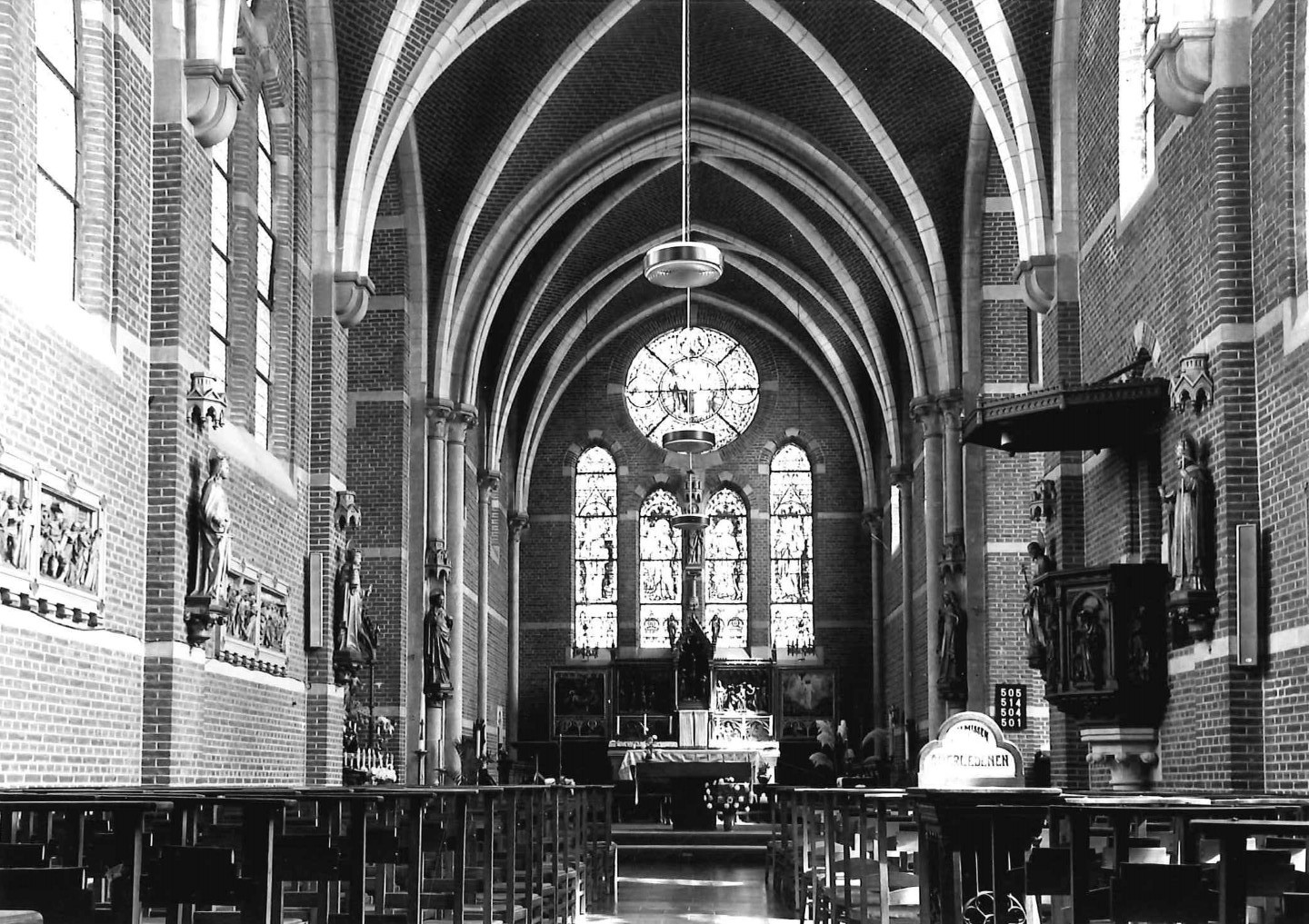
Interieur

De Sint-Willibrorduskerk is de parochiekerk van de tot de Antwerpse gemeente Brecht behorende plaats Overbroek, gelegen aan de Sint-Willebrordusstraat 14.

## Geschiedenis
Deze kerk werd gebouwd in 1890-1891 naar ontwerp van Louis Gife. De kerk werd beschadigd in de Tweede Wereldoorlog en werd in 1946-1950 hersteld.

## Gebouw
Het betreft een bakstenen éénbeukige kerk in neogotische stijl.
De kerk heeft een transept en een naastgebouwde toren. Het koor is recht afgesloten. Kenmerkend zijn de speklagen met licht gekleurde baksteen.
Het kerkmeubilair is overwegend neogotisch.